# Alexander Pawlowitsch Ragulin
Alexander Pawlowitsch Ragulin (russisch Александр Павлович Рагулин; * 5. Mai 1941 in Moskau, Russische SFSR; † 17. November 2004 in Moskau, Russland) war ein sowjetischer Eishockeyspieler.

## Karriere

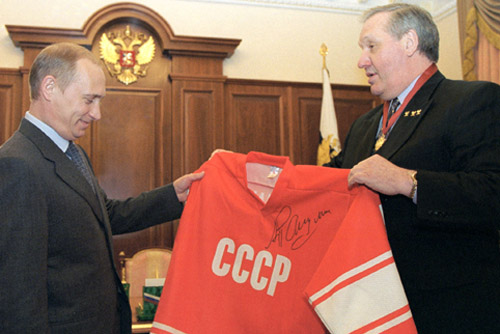
Ragulin (rechts) mit Wladimir Putin

Ragulin spielte als Verteidiger in der sowjetischen Eishockeyliga bei Chimik Woskressensk (1957–1962) und beim ZSKA Moskau (1962–1973). Zwischen 1960 und 1973 stand er im Kader der sowjetischen Eishockeynationalmannschaft. Mit ihr wurde er, als einziger Eishockeyspieler der Welt, zehn Mal Weltmeister und dreimal (1964, 1968 und 1972) Olympiasieger, wobei 1964 und 1968 die Olympischen Winterspiele und die Eishockey-WM zusammenfielen. Bei der Weltmeisterschaft 1966 bekam Ragulin den Titel „Bester Verteidiger des Turniers“. Insgesamt bestritt er 239 Länderspiele im Trikot der Sbornaja, bei denen er 29 Tore erzielte.
Er wurde mit dem Ehrenzeichen der Sowjetunion 1965 und 1969 ausgezeichnet.
Nach seinem Karriereende arbeitete er als Nachwuchstrainer bei ZSKA Moskau und als Cheftrainer bei SKA Nowosibirsk.
Von der Internationalen Eishockey-Föderation (IIHF) wurde Ragulin 1997 in die IIHF Hall of Fame aufgenommen. Er verstarb in der Nacht vom 18. November 2004 im Krankenhaus im. Burdenko. Er wurde in Moskau auf dem Wagankowoer Friedhof begraben.

## Erfolge und Auszeichnungen
- 1963 Verdienter Meister des Sports der UdSSR
- 1965 Ehrenzeichen der Sowjetunion
- 1969 Ehrenzeichen der Sowjetunion
- 1972 Orden des Roten Banners der Arbeit
- 1996 Orden der Ehre
- 1997 Aufnahme in die IIHF Hall of Fame
- 2001 Verdienstorden für das Vaterland (III. Klasse)
- 2004 Aufnahme in die Russische Hall of Fame

### National
| - 1963 Sowjetischer Meister mit dem ZSKA Moskau - 1964 Sowjetischer Meister mit dem ZSKA Moskau - 1965 Sowjetischer Meister mit dem ZSKA Moskau - 1966 Sowjetischer Meister mit dem ZSKA Moskau | - 1968 Sowjetischer Meister mit dem ZSKA Moskau - 1970 Sowjetischer Meister mit dem ZSKA Moskau - 1971 Sowjetischer Meister mit dem ZSKA Moskau - 1972 Sowjetischer Meister mit dem ZSKA Moskau |

### International
| - 1961 Bronzemedaille bei der Weltmeisterschaft - 1963 Goldmedaille bei der Weltmeisterschaft - 1963 All-Star Team der Weltmeisterschaft - 1964 Goldmedaille bei den Olympischen Winterspielen - 1964 All-Star Team der Olympischen Winterspiele - 1964 Goldmedaille bei der Weltmeisterschaft - 1964 All-Star Team der Weltmeisterschaft - 1965 Goldmedaille bei der Weltmeisterschaft - 1965 All-Star Team der Weltmeisterschaft - 1966 Goldmedaille bei der Weltmeisterschaft - 1966 Bester Verteidiger und All-Star Team der Weltmeisterschaft | - 1967 Goldmedaille bei der Weltmeisterschaft - 1967 All-Star Team der Weltmeisterschaft - 1968 Goldmedaille bei den Olympischen Winterspielen - 1968 Goldmedaille bei der Weltmeisterschaft - 1969 Goldmedaille bei der Weltmeisterschaft - 1970 Goldmedaille bei der Weltmeisterschaft - 1971 Goldmedaille bei der Weltmeisterschaft - 1972 Goldmedaille bei den Olympischen Winterspielen - 1972 Silbermedaille bei der Weltmeisterschaft - 1973 Goldmedaille bei der Weltmeisterschaft |

## Karrierestatistik
(Legende zur Spielerstatistik: Sp oder GP = absolvierte Spiele; T oder G = erzielte Tore; V oder A = erzielte Assists; Pkt oder Pts = erzielte Scorerpunkte; SM oder PIM = erhaltene Strafminuten; +/− = Plus/Minus-Bilanz; PP = erzielte Überzahltore; SH = erzielte Unterzahltore; GW = erzielte Siegtore; 1 Play-downs/Relegation; Kursiv: Statistik nicht vollständig)